# Ryan Cochrane (natation)
Pour les articles homonymes, voir Ryan Cochrane et Cochrane.
Ryan Cochrane, né le 29 octobre 1988 à Victoria (Colombie-Britannique), est un nageur canadien spécialisé en nage libre. 
Il participe aux Jeux olympiques de 2008 à Pékin. Il est éliminé en demi-finale des séries du 400 m nage libre (9e temps), mais établit pour l'occasion le nouveau record du Canada. Il s'aligne également au 1 500 m ou il remporte la médaille de bronze. C'est la première fois depuis les JO de Sydney en 2000 qu'un Canadien monte sur un podium olympique en natation. C'est également la première médaille en 1 500 m pour un Canadien depuis les JO de 1920 et la seconde place de George Vernot. 
Un an plus tard, lors des championnats du monde de natation 2009, il remporte la médaille de bronze en 800 m nage libre.

## Palmarès

### Jeux olympiques
- Jeux olympiques d'été de 2012 à Londres  Royaume-Uni
  -  médaille d'argent du 1 500 m nage libre
- Jeux olympiques d'été de 2008 à Pékin  Chine
  -  médaille de bronze du 1 500 m nage libre

### Championnats du monde
- Championnats du monde 2009 à Rome (Italie) :
  -  médaille d'argent du 1 500 m nage libre.
  -  médaille de bronze du 800 m nage libre.
- Championnats du monde 2011 à Shanghai (Chine) :
  -  médaille d'argent du 800 m nage libre.
  -  médaille d'argent du 1 500 m nage libre.
- Championnats du monde 2013 à Barcelone (Espagne) :
  -  médaille d'argent du 1 500 m nage libre.
  -  médaille de bronze du 800 m nage libre.
- Championnats du monde 2015 à Kazan (Russie) :
  -  médaille de bronze du 400 m nage libre.
  -  médaille de bronze du 1 500 m nage libre.